# Petras Griškevičius

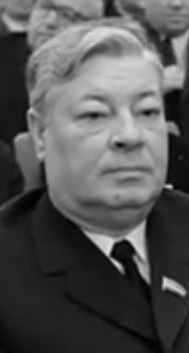
Petras Griškevičius, 1971

Petras Griškevičius (* 19. Juli 1924 in Kriaunos, Rajongemeinde Rokiškis, Litauen; † 14. November 1987 in Vilnius) war ein sowjetischer Politiker.

## Leben
Ab 1941 lebte Griškevičius als Kolchosbauer in der Oblast Tscheljabinsk. Im Zweiten Weltkrieg gehörte er einem Infanterieregiment der Roten Armee an und wurde später sowjetischer Partisan im heimatlichen Litauen.
Nach seinem Beitritt 1945 zur KPdSU stieg er langsam in der Partei auf. 1948 absolvierte er die Parteihochschule Vilnius und 1958 ein Fernstudium an der Parteihochschule der KPdSU in Russland. Von 1950 bis 1951 war er Chefredakteur der Zeitung „Valstiečių laikraštis“ und von 1952 bis 1953 der kommunistischen Zeitung „Raudonoji žvaigždė“. Von 1953 bis 1955 arbeitete er bei der Tageszeitung „Tiesa“. Nach dem Tod von Antanas Sniečkus wurde Griškevičius sein Nachfolger als Erster Sekretär der Kommunistischen Partei Litauens. Ab 1976 war er Mitglied des ZK der KPdSU und ab 1979 Stellvertreter des Vorsitzenden des Obersten Sowjets der Sowjetunion. Er wird als Apparatschik beschrieben, der sich gegen Perestroika und insbesondere gegen Glasnost wandte.